# مينو بلوس
مينو بلوس (بالإنجليزية: Meeno Peluce)‏ ممثل أمريكي سابق، ولد 26 فبراير 1970 وهو ابن فلويد بلوس. شعره قاتم مجعد وظهر عدد مرات على التلفاز الأمريكاني.

## أدواره
- تانر بويل
- جيفري جونز

## النضوج
عندما كبر مينو درس في معهد وأصبح مدرس تاريخ في مدرسة هوليود الثانوية أواخر التسعينات، ثم عاد للتمثيل وظهر في فيلم ألكس في التعجب ويسمى أيضا جنس وفتاة.

## روابط خارجية
- مينو بلوس على موقع IMDb (الإنجليزية)
- مينو بلوس على موقع ألو سيني (الفرنسية)
- مينو بلوس على موقع أول موفي (الإنجليزية)
- مينو بلوس على موقع قاعدة بيانات الأفلام السويدية (السويدية)
- مينو بلوس على موقع إن إن دي بي (الإنجليزية)
- مينو بلوس على موقع قاعدة بيانات الفيلم (الإنجليزية)
- مينو بلوس على موقع كينوبويسك (الروسية)